# الإذاعة الوطنية العامة
الإذاعة الوطنية العامة (بالإنجليزية: National Public Radio)‏ هي مؤسسة إعلامية غير ربحية أمريكية تمول من القطاع الخاص والعام، وتعتبر شبكة وطنية تحوي 900 محطة إذاعية عامة في الولايات المتحدة الأمريكية تأسست عام 1971 ويقع مقرها الرئيسي في واشنطن.